# شماره سریال الکترونیک
شماره سریال الکترونیک از سوی کمیسیون ارتباطات فدرال ایالات متحده آمریکا برای شناسایی یگانگی دستگاه همراه، پدید آمد. این شماره، از هنگام بکارگیری سامانه دستگاه همراه پیشرفته در ایالات متحده آمریکا در اوایل دهه ۱۹۸۰ (میلادی) آغاز به کار کرد. مدیریت این شماره، از سال ۱۹۹۷ (میلادی) به انجمن صنعت مخابرات سپرده شد. امروزه، شماره سریال الکترونیک، بیشتر در تلفن‌های همراه دسترسی چندگانه تقسیم کدی استفاده می‌شود (که در گذشته، توسط تلفن‌های سامانه دستگاه همراه پیشرفته و سامانه دستگاه همراه پیشرفته دیجیتال استفاده می‌شد). در مقابل آن شناسه جهانی تجهیزات موبایل قرار دارد که شماره‌های آن در همه تلفن‌های همراه جی‌اس‌ام استفاده می‌شود.

## چگونگی
نخستین ۸ بیت شماره سریال الکترونیک، در آغاز، کدهای شرکت سازنده بودند و ۲۴ بیت دیگر، برای واگذاری به ۱۶،۷۷۷،۲۱۵ دستگاه همراه ساخت آن شرکت، یاقی می‌ماند. برای امکان شناسی بیش از ۲۵۶ سازنده، کد سازنده، به ۱۴ بیت افزایش یافت و ۱۸ بیت باقی‌مانده، به سازنده، اجازه داد تا ۲۶۲،۱۴۴ کد به تلفن‌های همراه واگذار کند. کد سازنده 0x80 قابل واگذاری نیست و در عوض، به جای پیشوند ۸ بیتی، برای شِبهِ شماره سریال الکترونیک استفاده می‌شود. ۲۴ بیت باقی‌مانده، کم‌اهمیت‌ترین بیت‌های آمیخته‌ای از تابع اس‌اچ‌ای-۱ برای شناسه تجهیزات سیار هستند. تضمینی نیست که کدهای شِبهِ شماره سریال الکترونیک، یگانه باشند و اگر دستگاه همراه، شِبهِ شماره سریال الکترونیک داشته باشد شناسه تجهیزات دستگاه همراه، شناسه یگانه آن است.
بیشتر شماره سریال‌های الکترونیک، به صورت شماره ۱۱ رقمی مبنای دستگاه اعداد ده‌دهی یا ۸ رقم مبنای شانزده‌شانزدهی نوشته می‌شوند. برای دستگاه ده‌دهی، نخستین سه رقم، نشانگر نخستین ۸ بیت (بین ۰ تا ۲۵۵) هستند و ۸ رقم دیگر، از ۲۴ بیت باقی‌مانده بدست می‌آیند و بین ۰،۰۰۰،۰۰۰ و ۱۶،۷۷۷،۲۱۵ تغییر می‌کنند. بنابراین، دستگاه ده‌دهی شِبهِ شماره سریال الکترونیک، با ۱۲۸ آغاز می‌شود. دستگاه ده‌دهی، ۸ بیت کد سازنده را در ۳ رقم نخست خود نشان می‌دهد. اما کدهای ۱۴ بیتی، به صورت رقم‌های جداگانه، نشان داده نمی‌شوند. دستگاه شانزده‌شانزدهی، شماره سریال الکترونیک را با ۸ رقم نشان می‌دهد و ۱۴ بیت شرکت سازنده را (که ۳/۵ رقم شانزده‌شانزدهی، جا می‌گیرد) به شکل جداگانه نشان نمی‌دهد.

## واگذاری و استفاده
با پایان یافتن رقم‌های شماره سریال الکترونیک، یک قالب تازه، به نام شناسه تجهیزات دستگاه همراه، بر پایه پروژه دوم مشارکت نسل سوم ساخته شد و نخستین‌بار، ورایزن کامیونیکیشنز آنرا در سال ۲۰۰۶ (میلادی) بکار گرفت. شناسه تجهیزات دستگاه همراه، مانند شناسه جهانی تجهیزات موبایل، ۵۶ بیت دارد. در حقیقت، شناسه تجهیزات دستگاه همراه، ساخته شده، تا جایگزین شناسه جهانی تجهیزات موبایل باشد. تفاوت اصلی بین این دو این است که شناسه تجهیزات دستگاه همراه، اجازه استفاده از دستگاه شانزده‌شانزدهی را می‌دهد. درحالیکه شناسه جهانی تجهیزات موبایل، تنها از رقم‌های ده‌دهی (۰ تا ۹) استفاده می‌کند.
واپسین کدهای استفاده‌نشده شمار سریال الکترونیک، در نوامبر ۲۰۰۸ واگذار شدند. درخواست برای واگذاری دوباره کدهای بازیابی‌شده تا ۳۰ ژوئن ۲۰۱۰ پذیرفته می‌شد. این کدها در گذشته به سامانه دستگاه همراه پیشرفته یا سامانه دستگاه همراه پیشرفته دیجیتال واگذار شده بودند و بنابراین در دسترسی چندگانه تقسیم کدی ۲۰۰۰ بکار نرفته بودند. کدهای بازیابی‌شده همچنین در واگذاری‌های یویمید استفاده شدند. این کدها به پیروی از راهنماهای صنعتی، واگذار شدند.
اگرچه، ممکن است واگذاری شماره سریال الکترونیک، در آینده هم بر پایه درخواست‌های داده شده تا پیش از ۳۰ ژوئن ۲۰۱۰ اتفاق بیفتد اما پس از ۳۱ دسامبر ۲۰۱۰ چنین چیزی رخ نداده است.

## پیونده به بیرون
- صفحه رسمی انجمن صنعت مخابرات برای شماره سریال الکترونیک و شناسه تجهیزات دستگاه همراه (به انگلیسی)